# Dick Richards (réalisateur)
Pour les articles homonymes, voir Dick Richards.
Dick Richards est un réalisateur américain né en 1936 à New York.

## Filmographie
- 1972 : La Poussière, la Sueur et la Poudre (The Culpepper Cattle Co.)
- 1975 : Rafferty et les auto-stoppeuses (Rafferty and the Gold Dust Twins)
- 1975 : Adieu ma jolie (Farewell, My Lovely)
- 1977 : Il était une fois la Légion (March or Die)
- 1982 : La Vallée de la mort (Death Valley)
- 1983 : Un homme, une femme, un enfant (en)  (Man, Woman and Child)
- 1986 : Banco (Heat)